# Pfarrkirche Heiligeneich

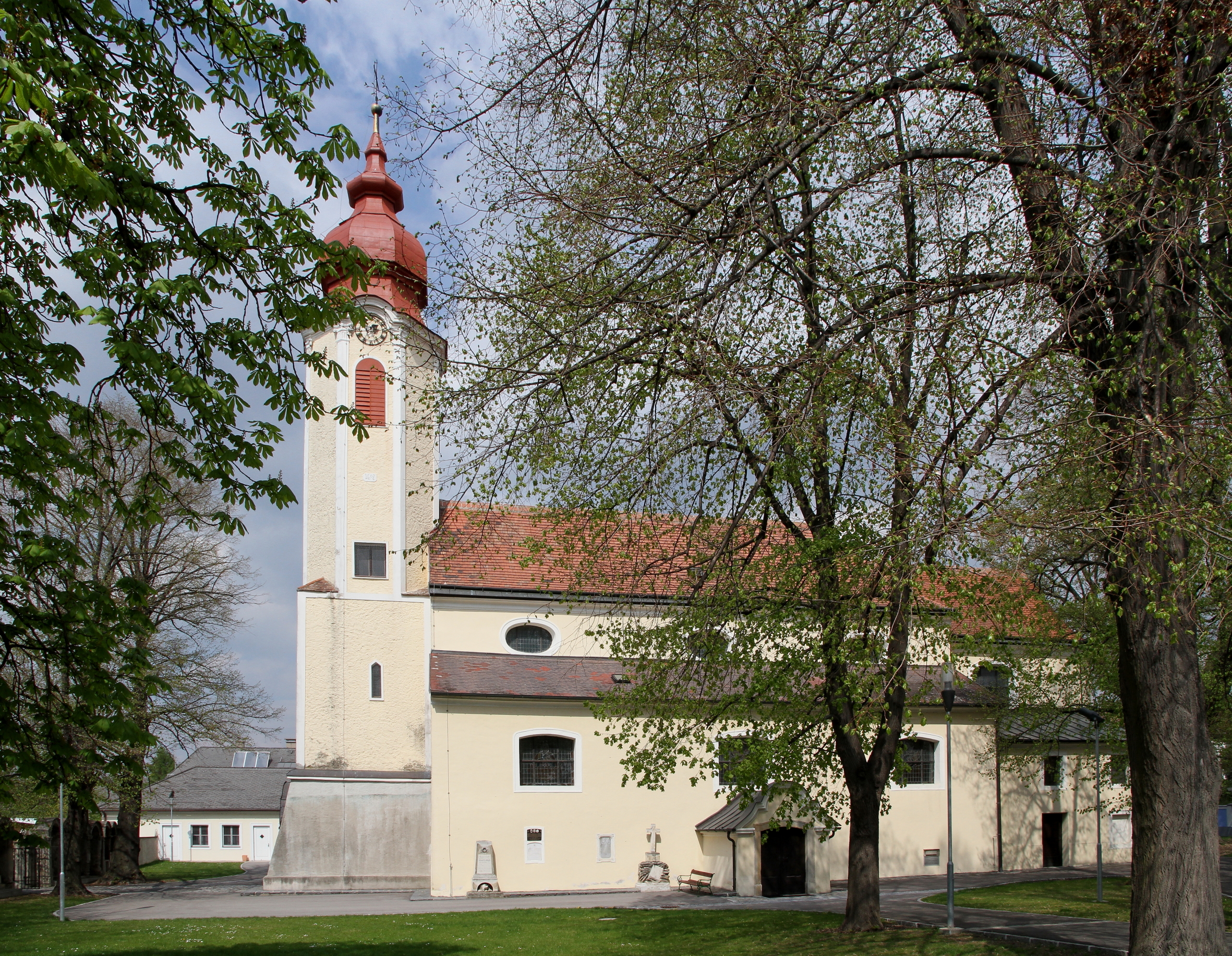
Katholische Pfarrkirche in Heiligeneich

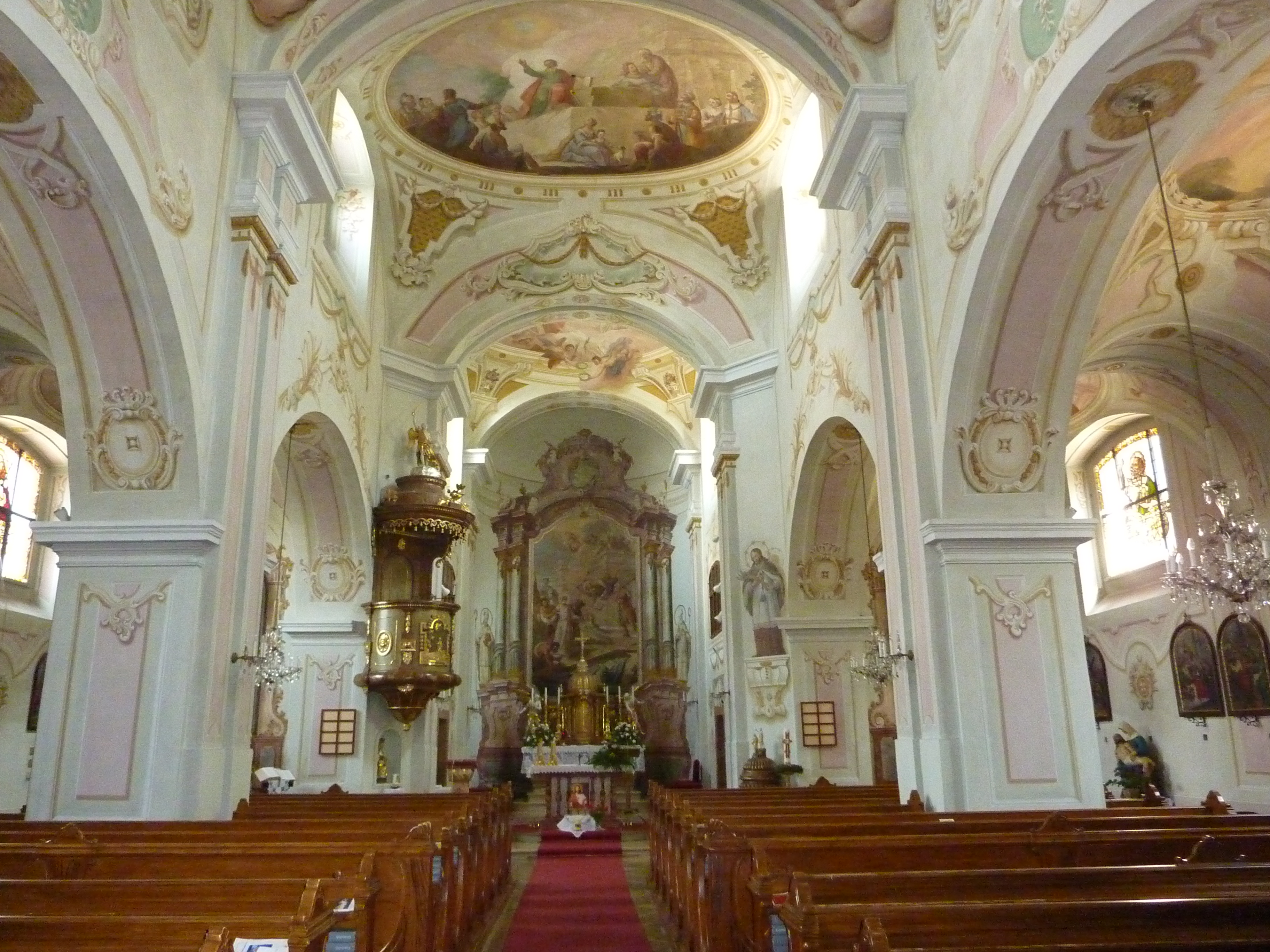
Mittelschiff, Blick zum Chor

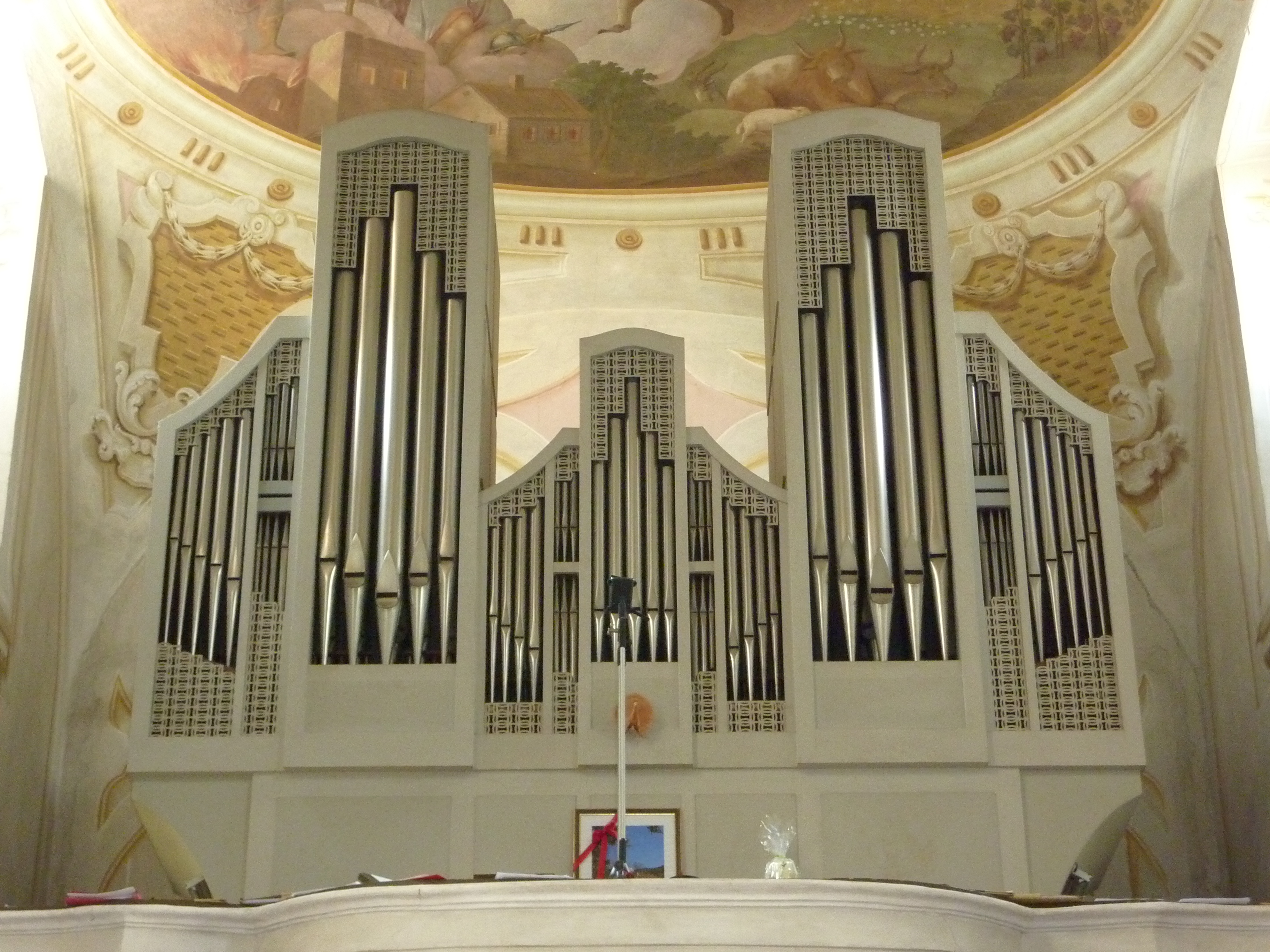
Orgelprospekt

Die römisch-katholische Pfarrkirche Heiligeneich steht in der Ortsmitte der Ortschaft Heiligeneich in der Marktgemeinde Atzenbrugg im Bezirk Tulln in Niederösterreich. Die dem Patrozinium der Hll. Apostel Philippus und Jakobus unterstellte Pfarr- und Wallfahrtskirche gehört zum Dekanat Herzogenburg in der Diözese St. Pölten. Die Kirche steht unter Denkmalschutz (Listeneintrag).

## Geschichte
Urkundlich im 14. Jahrhundert Pfarre, wurde die Kirche später als Filiale der Pfarrkirche Zwentendorf genannt. Die Grundmauern einer gotischen Kirche mit einem Fünfachtelschluss wurden im Mittelschiff ergraben. 1683 (Zweite Wiener Türkenbelagerung) erlitt die Kirche einen Brand, 1741 wurde die wiederaufgebaute Kirche geweiht. Von 1779 bis 1782 wurde nach den Plänen des Kirchenbaumeisters Josef Koch eine neue Kirche erbaut, die Innenausstattung erfolgte 1781 von Joseph Adam von Mölk, 1792 wurde die Kirche zur Pfarrkirche erhoben. Die Kirche wurde 1953 außen und 1989/1990 innen restauriert.

## Architektur
Die Josephinische dreischiffige Basilika mit einem Westturm in einem zentralen Platz mit Baumbestand ist von einer Kirchhofmauer umgeben, der Friedhof wurde 1881 aufgelassen.

## Ausstattung
Die Josephinische Korbkanzel schuf der Bildhauer Alois Schmid 1798, die Kanzel zeigt das Relief Saat und die Vögel des Himmels, der Schalldeckel mit Schabrackendekor trägt die Statue Erzengel Michael. Die Kreuzwegbilder schuf Eduard Wabersich 1912 in der Art von Joseph von Führich.
Die Orgel baute Gregor Hradetzky 1968.